# Vrydagzynea schumanniana
Vrydagzynea schumanniana är en orkidéart som beskrevs av Friedrich Fritz Wilhelm Ludwig Kraenzlin. Vrydagzynea schumanniana ingår i släktet Vrydagzynea och familjen orkidéer. Inga underarter finns listade i Catalogue of Life.